# Konso
Konso este un oraș din Etiopia. În 2005 avea 4593 de locuitori.